# 法國攝政時期

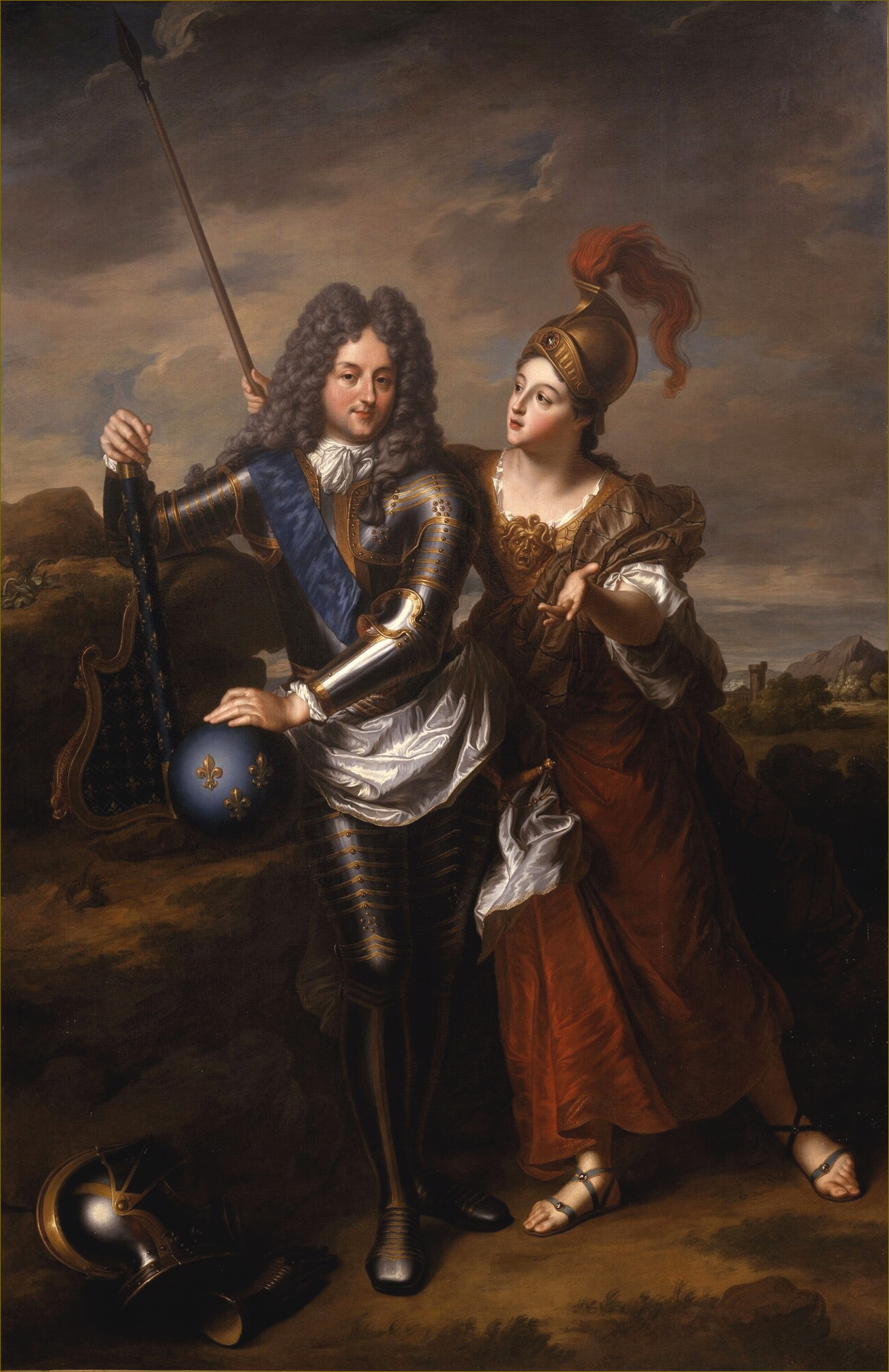
法國攝政菲利普二世和裝扮成雅典娜形象的瑪麗·瑪德琳·德·帕拉貝爾，畫家讓-巴蒂斯特桑泰爾作品

法國攝政時期是指法國1715年至1723年的一段时期，当时法國国王路易十五因為是未成年人，無法執政，国家暫且由奥尔良公爵菲利普二世（路易十四的侄子）代為管理。这一时期，纪尧姆·杜布瓦和弗勒里有很大的影响力。